# Seattle Post-Intelligencer
O Seattle Post-Intelligencer foi um jornal de circulação diária publicado na cidade de Seattle, Washington, nos Estados Unidos, entre 10 de dezembro de 1863 e 17 de março de 2009.

## História
O jornal começou como Washington Gazette em 1863 (naquele mesmo ano rebatizado como The Seattle Gazette), quando James R. Watson chegou a Seattle vindo do povoado de Olympia, então muito maior, e começou a imprimir esporadicamente seu jornal. Sem conseguir tornar o Gazette lucrativo, Watson decidiu vendê-lo, e o jornal trocou de mãos diversas vezes até ser comprado em 1867 por Samuel Maxwell, que trocou seu nome para The Weekly Intelligencer. Segundo Maxwell, era o único nome de jornal possível de ser formado com as letras que ele tinha disponíveis para título.
Maxwell também não ficou muito tempo como dono do jornal, e este mudou de nome mais uma vez em 1881, quando comprou o rival Seattle Post, tornando-se o Post-Intelligencer em 3 de outubro. A direção considerou a hipótese de encurtar o nome do jornal, mas isso não foi necessário, porque rapidamente as pessoas o apelidaram de P-I. Àquela altura, o jornal já era diário desde 5 de julho de 1876. Em 1883 o jornal foi o primeiro da região a produzir uma edição dominical com mais conteúdo que nos outros dias.
Quando do grande incêndio de Seattle, em 6 de junho de 1889, que deixou 25 quarteirões do centro da cidade em ruínas, o jornal não deixou de publicar sequer uma edição. O fogo destruiu o prédio do jornal, a principal rotativa e boa parte do equipamento. Sobraram os tipos que a equipe levou consigo quando deixou o edifício em chamas. Um escritório temporário e uma rotativa manual serviram para produzir as edições por três meses, até chegar uma nova rotativa. Sete anos depois surgiria o principal concorrente do P-I nos 103 anos seguintes, o Seattle Times. Mas foi do P-I o furo que anunciou a descoberta de ouro em Klondike, em 17 de julho de 1897. Beriah Brown, filho do editor, alugou um barco para interceptar um cargueiro que vinha do norte, entrevistou os mineiros que estavam a bordo e voltou rapidamente a Seattle, onde seu jornal deu a manchete.
O jornal foi comprado pela cadeia jornalística de William Randolph Hearst em 1921, o que encerrou o período de diversas trocas de donos, muitas das quais infuíam na opinião política da publicação. A compra foi realizada em segredo, por meio de um advogado local, mas o uso de conteúdo e do estilo da Hearst fizeram com que se suspeitasse que a empresa estava por trás da compra, o que só seria confirmado meses depois, quando o próprio Hearst escreveu um editorial para o jornal. O P-I adotou um maior envolvimento com a comunidade, como a arrecadação de dinheiro para a compra de um elefante rosado para o zoológico local nos anos 1920., assim como passou a ter uma posição mais conservadora, apoiando candidatos republicanos à presidência em 1924 e 1928, mas, com a Grande Depressão, em 1932 apoiou o democrata Franklin Delano Roosevelt. O jornal, no entanto, não cobriu a primeira reeleição de Roosevelt, por causa de uma greve que impediu a publicação por quatro meses. Depois da greve, a Hearst contratou o genro de Roosevelt, John Boettiger, como editor e a filha do presidente, Anna Roosevelt Boettiger, como editora da seção feminina. A Hearst também havia contratado, em 1923, o futuro escritor E.B. White, que havia sido demitido do Times. Ele ficou pouco tempo no jornal e, décadas mais tarde, diria que seu período como repórter fora "quase inútil": "Um jovem que insistia em ficar acima dos fatos devia ser uma dor de cabeça para um editor de Cidades."
Em 1935 Will Rogers, humorista que mantinha uma coluna primeira página do P-I, decidiu voar com o aviador Wiley Post por uma rota exploratória rumo à Europa, passando pelo Alasca e pela Sibéria. Os dois decolaram em 7 de agosto, mas a jornada foi tragicamente interrompida com a queda do avião oito dias depois, próximo a Point Barrow, no Alasca. O P-I foi o primeiro jornal a publicar fotos do desastre, que foram distribuídas pelo país inteiro.
Em 1947 Seattle tornou-se uma cidade de apenas dois jornais depois do fechamento do Seattle Star. No ano seguinte, em 9 de novembro, o P-I colocou no topo de seu prédio um globo de nove metros com o slogan "It's in the P-I" ("Está no P-I", em inglês), que se tornaria um ícone da cidade. Ele foi desenhado por um estudante de arte da Universidade de Washington chamado Jakk Corsaw, que ganhou um concurso com mais de 350 participantes. O globo permaneceu em seu lugar mesmo durante um terremoto de 7,1 na escala Richter, em 13 de abril de 1949.
Os dois jornais que sobraram viveram um período de sólido crescimento nos anos 1950, com a concorrência cada vez mais acirrada, que faria com que eles anunciassem em 1983 um acordo de operação conjunta baseado em uma lei federal, que permitiu que os jornais mantivessem redações separadas, embora o Times passasse a cuidar do comercial, da circulação e da produção de ambos. Sem a necessidade de manter rotativas, o P-I mudou-se em 1986 para um novo edifício, levando consigo o globo. Em 1999 veio o primeiro dos dois Prêmios Pulitzer do jornal, com o cartunista David Horsey, que também ganharia o segundo, em 2003.
Uma greve entre 2000 e 2001 e a crise no mercado jornalístico agravaram a situação financeira dos dois jornais. O Times tentou rescindir o acordo de operação conjunta em 2003, o que deu origem a uma batalha jurídica que só terminaria em 2007, com o acordo ainda em vigor.

## Fechamento
Depois de um prejuízo de 14 milhões de dólares em 2008, a Hearst, empresa que controla o jornal, colocou-o à venda em 9 de janeiro de 2009 e deu um prazo de sessenta dias para achar um comprador; se isso não acontecesse, só haveria duas opções: fechar o jornal ou seguir publicando como um sítio de internet. O simples anúncio de que o jornal tinha sido colocado à venda gerou comentários como o do governador do estado de Washington, Chris Gregoire. "Estou em estado de choque", disse Gregoire. "Se de fato isso significa que perderemos um de nossos grandes jornais, fico decepcionado." Findo o prazo, a Hearst ainda demorou cerca de uma semana para decidir o que fazer, mas em 10 de março a redação soube que pastas e caixas seriam enviadas para que os funcionários pudessem recolher seus pertences. "Ainda estamos avaliando nossas opções", escreveu o porta-voz da empresa, Paul Luthringer, em um e-mail. "Mas não sabemos quando a decisão será tomada." Independentemente disso, os cerca de 170 funcionários já tinham sido comunicados que seriam demitidos entre 18 de março e 1 de abril. Alguns deles foram entrevistados para possíveis vagas se o jornal passar a ser publicado apenas online. O Times começou a se preparar para eventualmente assumir os assinantes do P-I, mas nenhum funcionário quis admitir oficialmente essa informação em entrevista ao canal de televisão local KIRO-7.
A decisão sobre o fechamento do que era então o negócio em operação mais antigo de Seattle foi efetivamente comunicada em 16 de março: o jornal veria sua última edição impressa no dia seguinte, uma terça-feira. O editor Roger Oglesby comunicou a redação na manhã da segunda-feira: "Hoje à noite colocaremos o jornal na cama pela última vez. Mas o DNA dele irá sobreviver." Os funcionários passaram a preparar a última edição ao mesmo tempo em que arrumavam suas coisas, entre pedaços de pizza e uísque servido em copos descartáveis.
Com o fechamento do jornal, encerrou-se também o acordo de operação conjunta que o P-I tinha com o Seattle Times. O Times, por sua vez, emitiu nota em que lamentava o fechamento do rival: "Apesar de o Seattle Times e o Seattle P-I terem sido rivais competitivos, não vemos alegria na perda de qualquer voz jornalística. O anúncio de hoje é um reconhecimento que na atual economia mesmo um só jornal tem dificuldades para obter lucro, e é impossível para mais de um jornal no mesmo mercado." A última edição impressa teve um caderno comemorativo de vinte páginas e uma tiragem três vezes maior que o normal para um dia útil. Após sua última edição impressa, o P-I passou a ser publicado apenas na Internet, o que o tornou o maior jornal norte-americano a se tornar totalmente digital.
Essa transição para o meio digital seria acompanhada de perto pela indústria jornalística norte-americana, que tem visto seu modelo de negócios sucumbir a uma nova realidade. A Hearst fez questão de dizer que o empreendimento não será um jornal on-line, mas "um novo tipo de negócio digital". A nova versão do jornal empregará vinte pessoas, 12% do que tinha no final da fase impressa, e trará basicamente artigos opinativos e links para outros sites de notícia, além de algumas reportagens próprias. Também seria contratada uma equipe comercial "substancial". A Hearst esperava ter prejuízo no início da operação exclusivamente digital, mas torná-la lucrativa no futuro, sem, no entanto, especificar uma data.
O destino do globo de 18 toneladas que fica em cima do prédio do P-I foi questionado enquanto não se sabia o que aconteceria com o jornal, o que levou à criação de uma petição na Internet para mantê-lo, mas ele deverá continuar lá, ao menos enquanto estiver em vigência o contrato de aluguel do edifício.
Já o Seattle Times não via o fim do P-I como previsão de lucro, especialmente em curto prazo, já que a receita publicitária, bastante atrelada à circulação combinada dos dois jornais, deveria cair, mas em longo prazo o fato de não ter mais de arcar com os custos de produção e distribuição de dois jornais e dividir os lucros com outra empresa poderia ajudá-lo. Os assinantes do P-I passaram a receber automaticamente o Times, que incorporou algumas tiras de quadrinhos e outros conteúdos do extinto rival. O editor do Times esperava contratar alguns jornalistas do P-I, mas não de imediato, porque a situação financeira de seu jornal não permitia tal investimento, considerando que o pessoal do jornal já tinha sido reduzido em 40% desde 2003. "Para o Times sobreviver, ele precisa do apoio de quantos leitores do P-I for possível", disse o ex-editor executivo do jornal Michael Fancher. "Espero que os leitores do P-I deem ao Times a chance de ganhar seu apoio." O Times ainda negocia concessões econômicas com o sindicato local.